# Amber Barrett
Pour les articles homonymes, voir Barrett.
Amber Barrett, née le 16 janvier 1996 à Milford dans le comté de Donegal, est une footballeuse internationale irlandaise. Elle joue au poste d'attaquante dans le championnat belge. Elle est internationale depuis 2017.

## Biographie
Amber Barrett a longtemps joué à la fois au football et au football gaélique. Ses premiers succès viennent avec le Donegal GAA avec lequel elle participe aux phases finales du championnat d'Irlande. Ce n'est qu'en 2017 qu'elle prend la décision définitive de se consacrer au football.

### En club
Le 13 juin 2023, Amber Barrett quitte le 1. FFC Turbine Potsdam pour signer chez les Belges du Standard de Liège.

### En équipe nationale
Amber Barrett intègre l'équipe nationale irlandaise en 2017 sous les ordres de Colin Bell le sélectionneur. Sa première sélection a lieu en septembre 2017 lors d'un match de qualification à la coupe du monde 2019. Elle entre en jeu comme remplaçante lors d'une victoire contre l'Irlande du Nord. Sa première titularisation arrive en novembre à l'occasion d'un match contre les Pays-Bas.
Le 11 octobre 2022, elle fait partie de la sélection irlandaise qui se qualifie pour la première fois de son histoire pour une Coupe du monde. L'Irlande bat l'Écosse 0-1 à Hampden Park. Remplaçante, elle monte au jeu à la 66e à la place de Heather Payne et inscrit le but victorieux six minutes plus tard.
En juin 2023, elle est sélectionnée pour disputer la coupe du monde 2023 en Australie.
| N°. | Date             | Lieu                                             | Opposition | Score | Resultat | Compétition                               |
| --- | ---------------- | ------------------------------------------------ | ---------- | ----- | -------- | ----------------------------------------- |
| 1   | 6 avril 2018     | Tallaght Stadium, Dublin, Irlande                | Slovaquie  | 2–1   | 2–1      | Elim. Coupe du monde 2019                 |
| 2   | 12 novembre 2019 | Nea Smyrni Stadium, Athènes, Grèce               | Grèce      | 1–0   | 1–1      | Elim. Euro 2022                           |
| 3   | 11 juin 2021     | Laugardalsvollur, Reykjavík, Islande             | Islande    | 2–3   | 2–3      | match amical                              |
| 4   | 30 novembre 2021 | Tallaght Stadium, Dublin                         | Géorgie    | 10–0  | 11–0     | Elim. Coupe du monde 2023                 |
| 5   | 11 octobre 2022  | Hampden Park, Glasgow, Écosse                    | Écosse     | 1–0   | 1–0      | Elim. Coupe du monde 2023                 |
| 6   | 22 juin 2023     | Tallaght Stadium, Dublin                         | Zambie     | 1–1   | 3-2      | match amical                              |
| 7   | 22 juin 2023     | Tallaght Stadium, Dublin                         | Zambie     | 2–1   | 3-2      | match amical                              |
| 8   | 4 avril 2025     | Stade Theódoros-Vardinogiánnis, Héraklion, Grèce | Grèce      | 4–0   | 4-0      | Ligue des nations féminine de l'UEFA 2025 |
| 9   | 8 avril 2025     | Tallaght Stadium, Dublin                         | Grèce      | 1–0   | 2-1      | Ligue des nations féminine de l'UEFA 2025 |

## Palmarès

### Récompenses individuelles
- Meilleure joueuse du championnat d'Irlande 2017.
- Meilleure buteuse du championnat d'Irlande 2016 avec 16 buts, du championnat d'Irlande 2017 avec 15 buts et du championnat d'Irlande 2018 avec 30 buts.
- Membre de l'équipe type du championnat irlandais en 2018.

## Source
- (en) John O'Shea, Republic of Ireland Women : A Biography in nine lives, Lucan, Hero Books, 2023, 213 p. (ISBN 978-1-910827-79-6), p. 165-176.